# Avión de papel

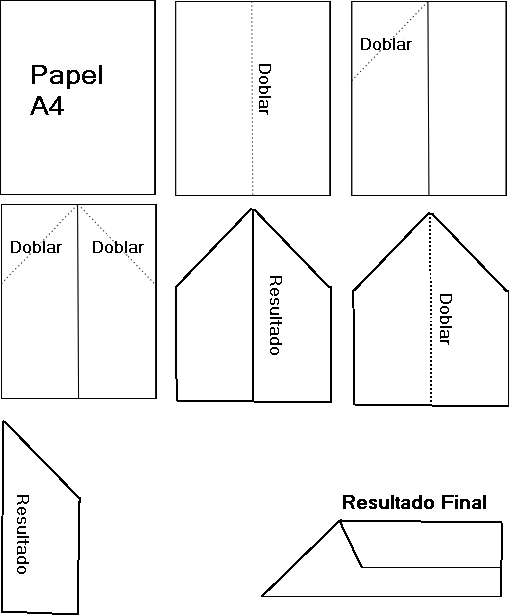
Diagrama de un avión de papel tradicional.

Un avión de papel es un avión de juguete hecho enteramente de papel. Es, quizá, la forma más común de aerogami, una rama del origami (el arte japonés del doblado del papel). En Japón se conoce como 紙飛行機 (kami hikōki; kami=papel, hikōki=avión).
Su popularidad es debida principalmente a que es uno de los 
más fáciles de hacer, ya sea para un novato como para un experto. El avión de papel más básico solo necesita seis pasos para completarse "correctamente". El término "avión de papel" en la actualidad se refiere también a aquellos hechos de cartón corrugado. El avión de papel posee alas que sustentan su vuelo.

## Historia
El origen de los aviones de papel se considera generalmente de la antigua China, aunque existe la misma evidencia que se produjera de igual medida en Japón. Ciertamente, la fabricación de papel a gran escala tuvo lugar en China en el 500 aC, y el origami y el plegado de papel se hicieron populares dentro de un siglo de este período, aproximadamente en el 460-390 a. C. Sin embargo, es imposible determinar dónde y qué forma tenía el primer avión de papel.
Durante más de mil años después de esto, los aviones de papel fueron las naves dominantes hechas por el hombre más pesadas que el aire, cuyos principios se pueden apreciar fácilmente, pero debido a sus altos coeficientes de arrastre, no tenían un rendimiento excepcional cuando se deslizaban a largas distancias. Los pioneros del vuelo estudiaron los modelos de papel para diseñar máquinas más grandes. 
Leonardo da Vinci escribió sobre la construcción de un modelo de avión y de probar algunos de sus primeros ornitópteros, un avión que vuela batiendo alas y diseños de paracaídas con modelos de papel. A partir de entonces, Sir George Cayley exploró el desempeño de los aviones de papel a fines del siglo XIX. Otros pioneros, como Clément Ader y Alberto Santos Dumont a menudo probaron ideas utilizando papel.

## Avión tradicional
La realización de este tipo de avión de papel le lleva a una persona solamente siete pasos (para el procedimiento correcto), pero puede tomar solo cinco para completarlo sin doblar una guía para ayudar a dividir el papel en dos partes. Una pieza de papel rectangular como A3, A4 o Carta (preferentemente A4 o Carta) será usada.

## Aerodinámica

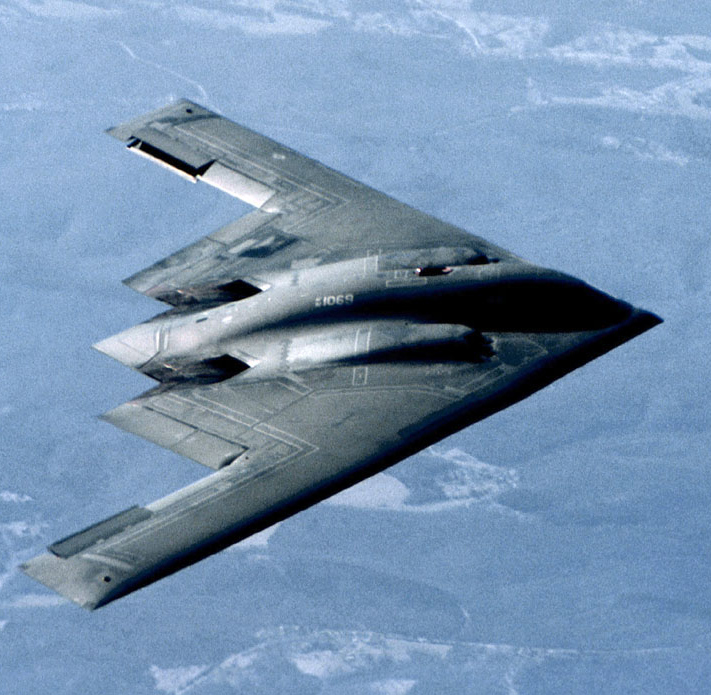
El B-2 Spirit es usado por Blackburn como un ejemplo de estabilidad.

Aunque el modelo DC-3 tiene alas, el actual récord Guinness Ken Blackburn no está de acuerdo con la decisión de ponerle cola al avión de papel. La explicación de la aerodinámica de los aviones de papel que da en su sitio web menciona que la cola no es necesaria. Muestra el avión-bombardero de verdad B-2 Spirit (un ala volante) como ejemplo, indicando que al colocar peso a lo largo del ala pone más peso en la parte trasera, dando al avión mayor estabilidad.
Edmond Hui inventó de forma independiente en 1977 un avión de papel con el aspecto de un bombardero stealth llamado Paperang, basándose en la aerodinámica de los planeadores. Una característica es que posee secciones aladas controlables completas, alas altamente orientables y un método de construcción que permite modificar cualquier parte de su diseño y forma. Fue el tema de un libro, Amazing Paper Airplanes (Aviones de Papel Increíbles), publicado en 1987, y de numerosos artículos de periódico. No puede participar en la mayoría de las competiciones de aviones ya que usa alambre, pero tiene un gran rendimiento aerodinámico, con tasas superiores a 12 frente a 1 con buena estabilidad.
Aunque el sentido común indique que las naves (aviones) más ligeras vuelan más que los más pesados, esto es falso según Blackburn. El logro de sobrepasar el récord obtenido por un avión de papel 20 años atrás (Instrucciones) se basa en su creencia de que los aviones pesados, con alas pequeñas en el punto de la fase de lanzamiento en la que el lanzador tira el avión al aire, pero uno que posea grandes alas y un peso más ligero tendría mejores tiempos de vuelo, pero no podría ser lanzado con fuerza a altas presiones como podría lanzarse uno pesado. Como dice Blackburn, "Para que la altura sea máxima y que tenga una buena transición a la fase de planeo, el lanzamiento debe hacerse a menos de 10º de la vertical", lo que muestra que la velocidad para lanzar el avión satisfactoriamente es de unos 100 km/h.

## Marcas Mundiales
Ha habido muchos intentos de romper la barrera de lanzar un avión de papel que permanezca suspendido en el aire el mayor tiempo posible. Ken Blackburn mantuvo el récord mundial durante 13 años (1983–1996) y lo revalidó el 8 de octubre de 1998 consiguiendo que el avión volara durante 50,0 s. (en interior). El avión que utilizó Blackburn fue un avión de papel que puede ser considerado perteneciente a la categoría de ultraligeros.